# 力士乐
博世力士乐（德語：Bosch Rexroth）是德国的工业液压设备制造商。2001年5月1日，博世收购了曼内斯曼力士乐，并且与博世自动化技术部合并为博世力士乐。
博世力士乐全球雇员约31,000人，2021年销售收入62亿欧元。

## 产品
Bosch Rexroth 博世力士樂是全球領先的傳動與控制專家，博世力士樂為工業及工廠自動化，行走機械，以及可再生能源等領域的客戶提供傳動，控制與移動的個性化解決方案。目前，作為全球超過50萬客戶的共同選擇，博世力士樂正不斷為客戶提供著高品質的電控，液壓以及機電一體化元件和系統。在全球超過80個國家中，博世力士樂都成為當地客戶可靠的合作夥伴，幫助他們生產更安全，更高效的機械設備，從而致力於自然資源的合理利用。

無論對於元件還是系統，創新的解決方案都來源於強大的跨技術領域的專有訣竅。博世力士樂提供最廣泛的傳動與控制產品和系統，使客戶成功逾越技術的隔閡，獲得最佳的解決方案。博世力士樂的技術在工業領域被成功的廣泛應用，並在其中30多個工業領域都擁有豐富的系統應用知識。博世力士樂作為機械和系統的製造商的合作夥伴，卓越的全方位服務鞏固了博世力士樂在全球範圍的領先地位。
博世力士乐的公司口号是"The Drive & Control Company".  生产工业与移动设备相关的控制与运动的产品与系统。 如工业液压系统。
力士乐拥有多个产品品牌，这是由于公司收购的结果。空壓部門已經於2019年出售。 
- Brueninghaus Hydromatik
- Indramat（英语：Indramat） GmbH
- Lohmann & Stolterfoht GmbH
- Mecman Pneumatics (SOLD)
- Rexroth Hydraulics
- Deutsche Star (Star Linear in the United States)

## 历史
1795年力士乐家族创建了铁工厂。发展历史为：
| 1795 | 德国Spessart的力士乐家族在Elsavatal创建了水力驱动的铸铁厂“Höllenhammer”.                                                                           |
| 1850 | 收购了位于Lohr am Main的铸铁厂Steinschen |
| 1930 | 开发了新型化铁炉 |
| 1945 | 二战后重建。生产厨具、屠宰设备。 |
| 1952 | 开始生产液压设备。 |
| 1965 | 收购了Indramat GmbH (位于莱茵的Neuwied), 获得了电控技术。迁移至Lohr am Main。                                                                      |
| 1968 | 曼内斯曼投资力士乐。 |
| 1972 | 收购Hydromatik GmbH (位于埃尔兴根), 一家液压轴柱塞泵与马达公司。                                                                                   |
| 1976 | 力士乐成为曼内斯曼的全资子公司。收购了Brueninghaus GmbH (位于内卡河畔霍尔布) , 一家液压轴柱塞泵与马达公司。                                        |
| 1977 | 收购Lohmann & Stolterfoht GmbH (位于维滕), 生产齿轮和联轴器.                                                                                       |
| 1987 | 收购Deutsche Star GmbH (位于施韦因富特), 线性集成电路技术公司。                                                                                    |
| 1989 | 通过力士乐气动公司(位于汉诺威)进入该领域。 |
| 1998 | 从曼内斯曼力士乐有限公司变为股份公司。 |
| 2000 | 收购REFU elektronik GmbH (位于麦琴根),一家变频技术公司。                                                                                           |
| 2001 | 罗伯特·博世公司（Robert Bosch GmbH）的自动化技术部门与曼内斯曼力士乐股份公司（Mannesmann Rexroth AG）合并为博世力士乐股份公司（Bosch Rexroth AG）. |
| 2008 | 与博世公司的移动与工业服务事业部（mobile and industrial service groups）合并为新的液压服务（Service Hydraulics）事业部。                           |